# Caspar Ignaz Ulrich
Caspar Ignaz Ulrich (* 23. Oktober 1788 in Brilon; † 3. Mai 1863 in Berlin) war ein deutscher Jurist, Publizist und Politiker.

## Leben
Er stammte aus der Gewerkenfamilie Ulrich. Er heiratete Maria Anne Elisabeth Arndts aus einer Arnsberger Juristen- und Beamtenfamilie. Er war Vater der Abgeordneten Rudolf und Theodor. Außerdem war er mit dem Abgeordneten Joseph von Raesfeld verwandt.
In Brilon besuchte er zunächst das Gymnasium Petrinum. Nach dessen Auflösung 1803 wechselte er zum Gymnasium Laurentianum Arnsberg. Er studierte seit 1806 an der Universität Gießen Rechtswissenschaften sowie Staats- und Kameralwissenschaften. Im Jahr 1808 wechselte er an die Universität Heidelberg. An der Universität Gießen legte er die nötigen Prüfungen für den Eintritt in den großherzoglich-hessischen Staats- und Justizdienst ab. Ulrich nahm 1813 als Freiwilliger im Rang eines Leutnants im hessischen Jägerkorps an den Befreiungskriegen teil. Seine Einheit war an dem Feldzug in das südliche Frankreich beteiligt.
Nach dem Krieg wurde er Assessor bei der Regierung für das zu dieser Zeit hessische Herzogtum Westfalen in Arnsberg. Dort wurde er 1815 zum wirklichen Regierungsrat berufen. Nach der Übernahme des Herzogtums Westfalen durch Preußen 1816 wechselte er zum Hofgericht in Arnsberg. Dort wurde er Oberlandesgerichtsrat (das Hofgericht wurde 1835 in Oberlandesgericht umbenannt).
Ulrich verfasste in seinen jüngeren Jahren anonym eine Reihe von Beiträgen in der Zeitschrift Hermann, dem Westfälischen Anzeiger sowie anderen Zeitungen. Unter seinem Namen verfasste er weitere Beiträge unterschiedlichster Art, insbesondere in den Vaterländischen Blättern für das Herzogtum Westfalen.
Er wechselte als Geheimer Obertribunalrat an das Preußische Obertribunal in Berlin. Seit 1845 gehörte er dem preußischen Staatsrat an. Er galt als „stockkonservativ“ und war später Mitglied des Preußenvereins für konstitutionelles Königtum.
Ulrich war während der Revolution 1848/49 für den Wahlkreis Soest Mitglied der preußischen Nationalversammlung. Dort gehörte er zu den Rechten. Er war 1849 nach Auflösung der Nationalversammlung auch Mitglied der Zweiten Kammer des preußischen Landtages. Zwischen 1851 und 1853 gehörte er der Ersten Kammer des Preußischen Landtages an.
Er war seit 1862 Träger des großherzoglich hessischen Ludewigs-Ordens.